# 酪酸イソアミル
酪酸イソアミル（らくさんイソアミル英: isoamyl butyrate）は、化学式C9H18O2で表される酪酸エステルの一種。酪酸イソペンチルとも呼ばれる。食品用香料や工業用途に用いられる。

## 用途
アンズ、バナナ、パイナップルに似た、拡散性のある甘いフルーツの香りを持つ。香料としては各種フルーツやチョコレート、バターのフレーバーとして、チューインガムに570ppm、その他の用途で13~79ppm程使用される。酪酸アミルの名で販売されているものの中には、本剤を主としているものがある。このほか抽出用溶媒やアセチルセルロース用溶剤、可塑剤としても使用される。

## 安全性
日本の消防法では危険物第4類・第2石油類に分類される。動物実験での半数致死量（LD50）は、ラットへの経口投与・ウサギへの経皮投与とも5g/kg以上。